# NGC 3576

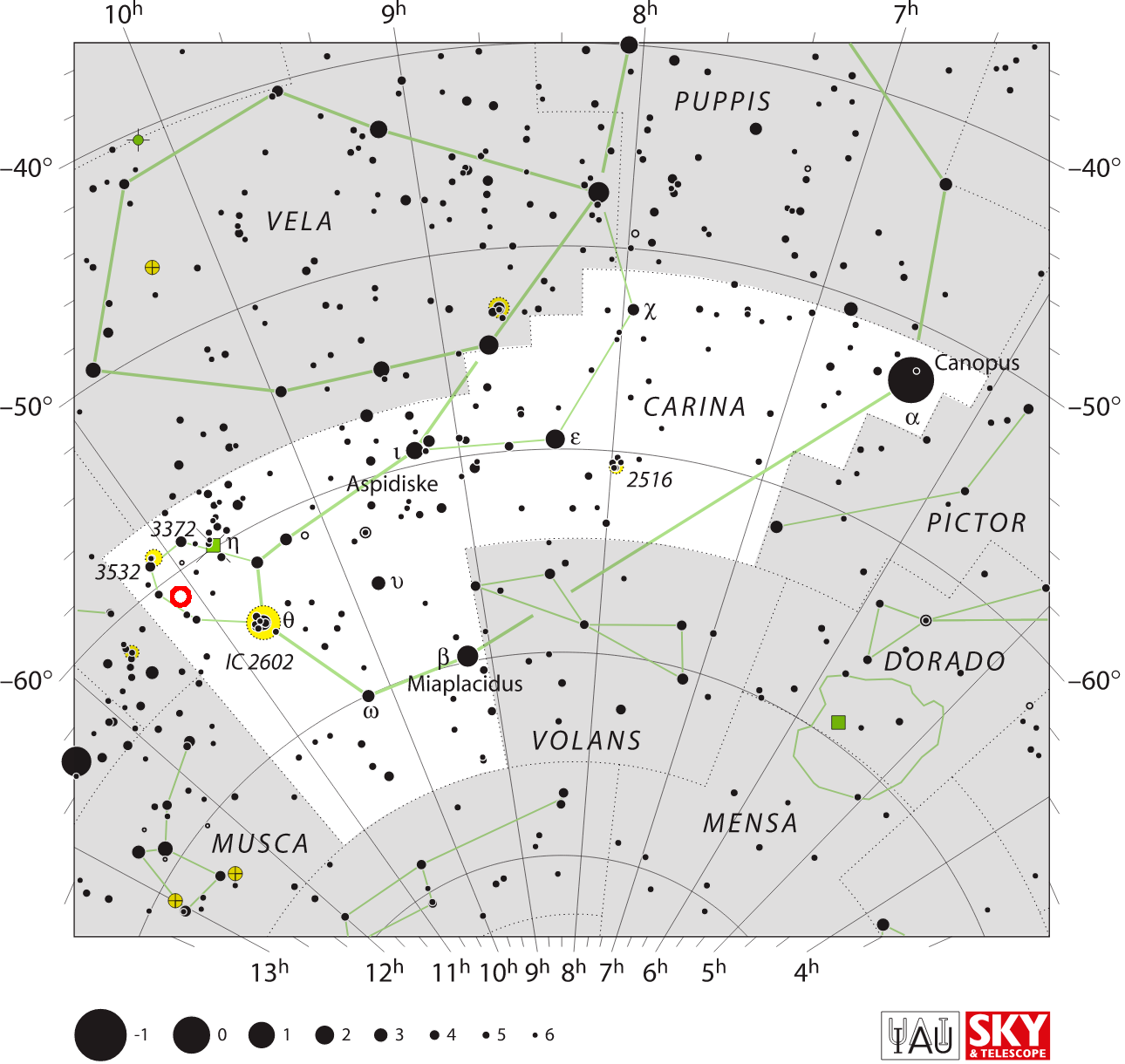
NGC 3576の位置。赤丸

NGC 3576は、イータカリーナ星雲から数千光年離れた天の川銀河のいて・りゅうこつ腕にある、明るい輝線星雲である。また、直径は約100光年、地球からは9000光年離れている。 1834年3月16日にジョン・ハーシェルによって発見された。この星雲には6つの異なる分類番号が付けられている。現在、天文学者はこの星雲全体を「NGC 3576」と呼んでいる。星雲の中央にある特徴的な形状から、「自由の女神星雲」という愛称がよく使われている。この名前は、2009年にスター シャドウズ リモート オブザーバトリー (SSRO) のメンバーであるスティーブ・マズリン博士によって初めて提案された。この星雲内では、星形成のエピソードが複雑で示唆に富んだ形状に寄与していると考えられている。星雲に埋め込まれた若い大質量星からの強力な風がループ状のフィラメントを形成する。

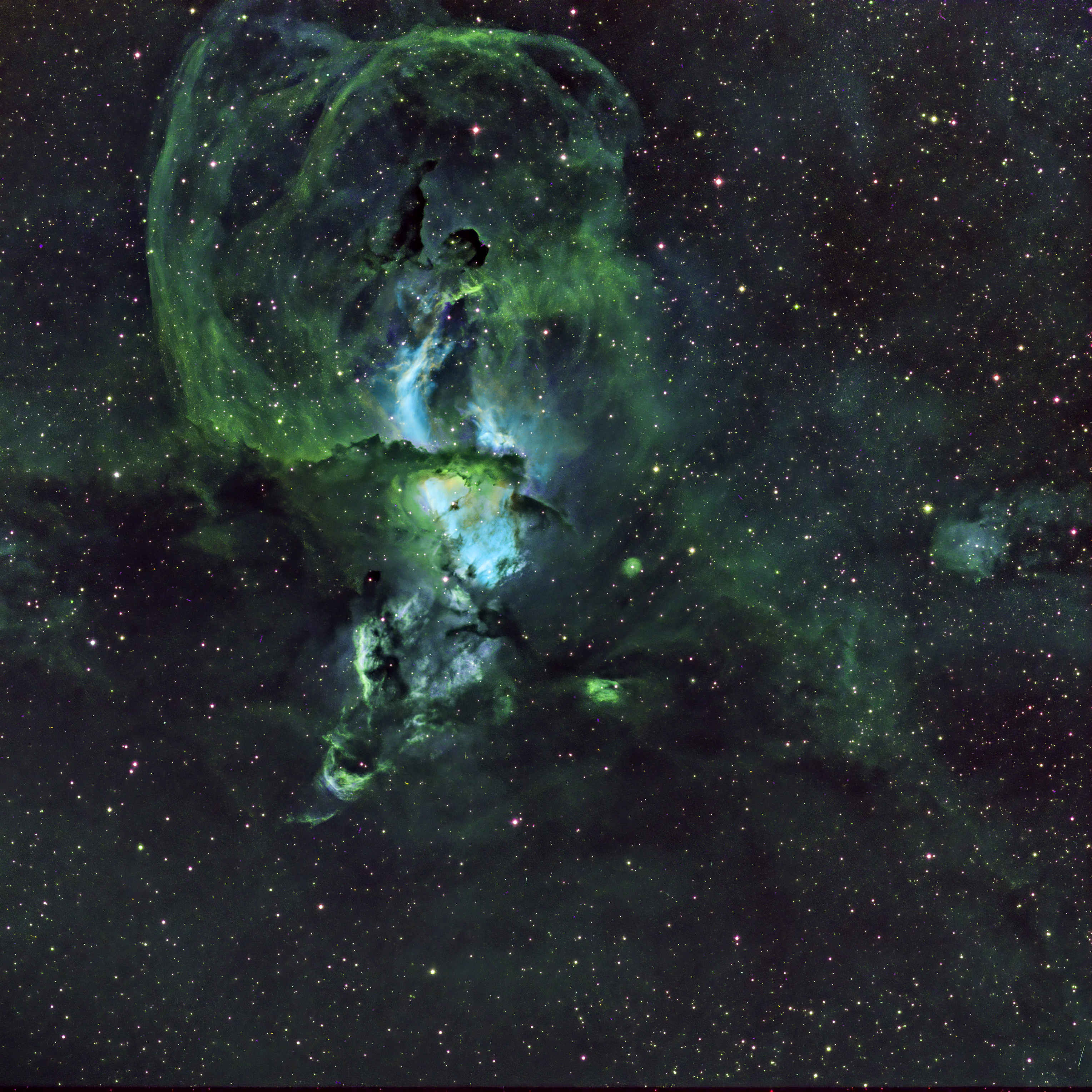
自由の女神星雲。アマチュア天文家マークジョンストン撮影